# Conrad Cichorius

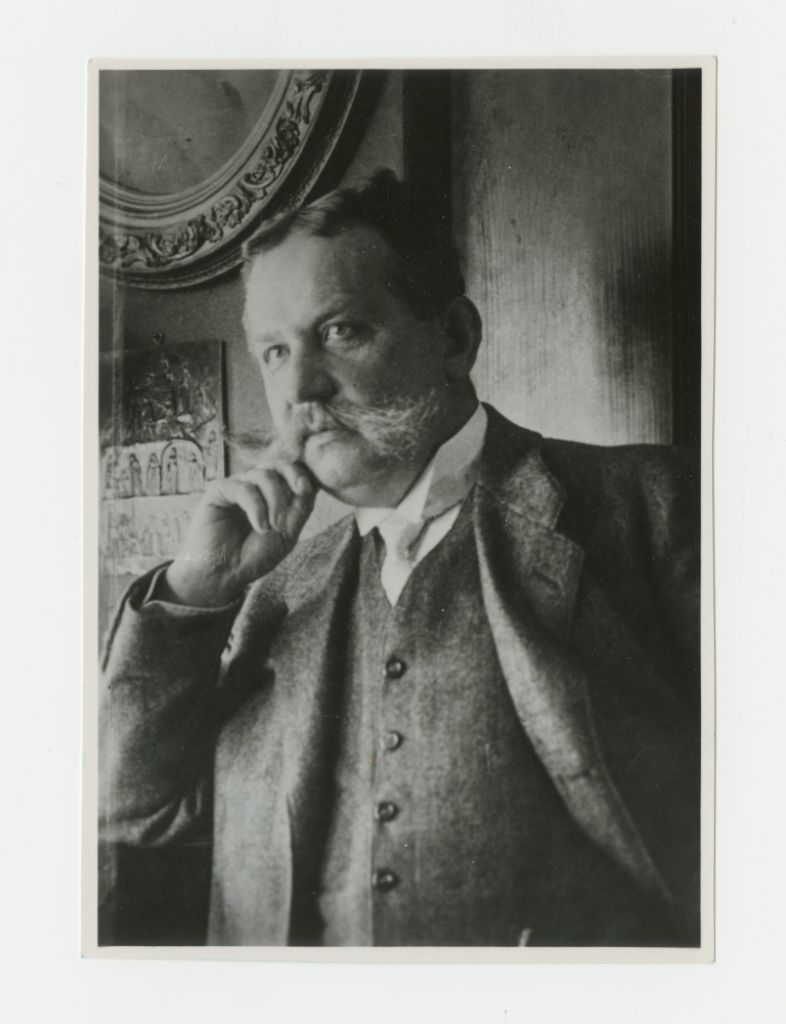
Conrad Cichorius, wohl in den 1910er Jahren

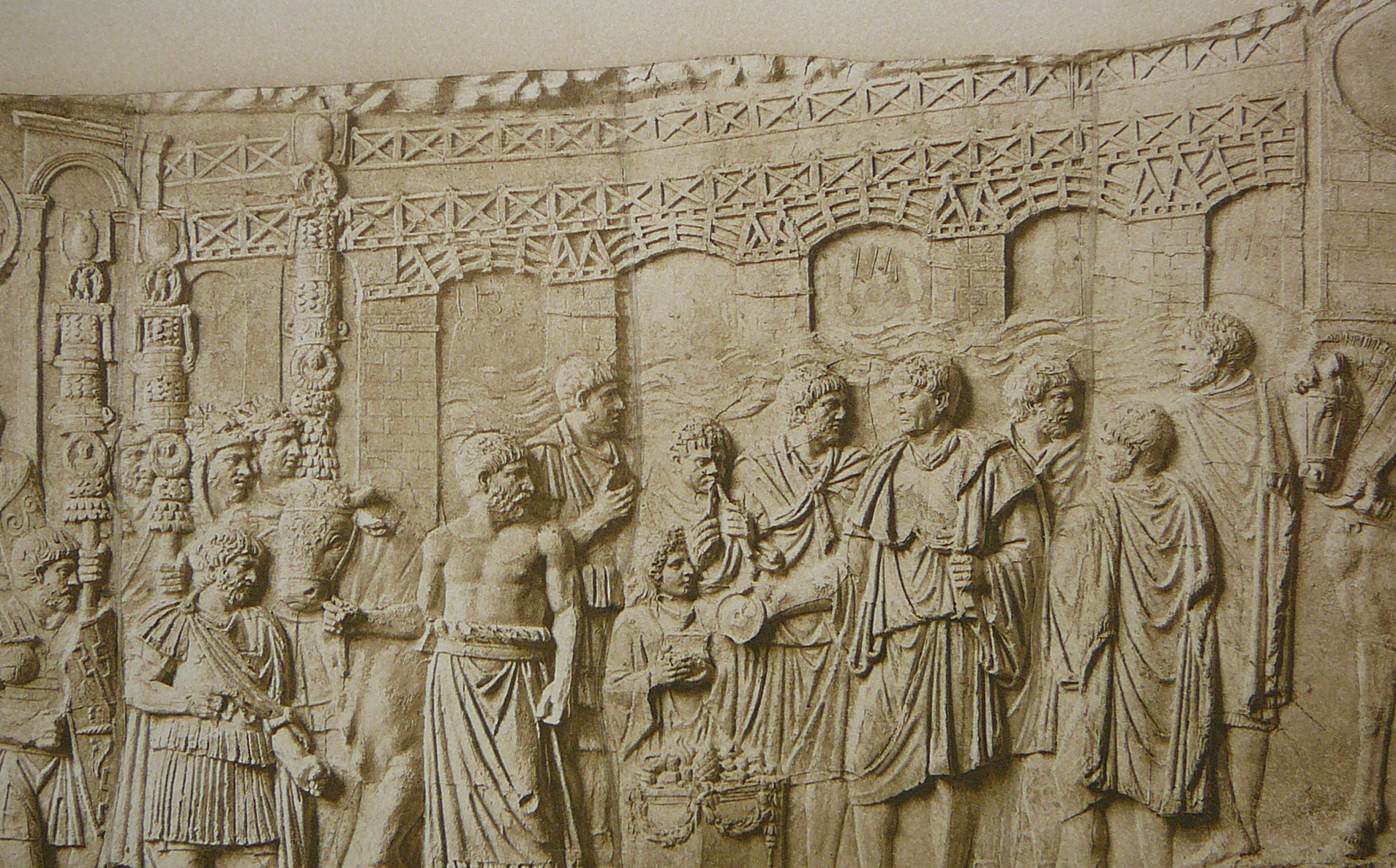
Relief der Trajanssäule, publiziert von Cichorius

Conrad Antonius Cichorius (* 25. Mai 1863 in Leipzig; † 20. Januar 1932 in Bonn) war ein deutscher Althistoriker und Klassischer Philologe.

## Leben
Cichorius besuchte die Neue Nikolaischule Leipzig. Nach dem Abitur studierte er von 1882 bis 1887 an der Albert-Ludwigs-Universität Freiburg, der Universität Leipzig und der Friedrich-Wilhelms-Universität zu Berlin, dort u. a. bei Theodor Mommsen. Ab 1883 war er Mitglied des Corps Suevia Freiburg. 1887 promovierte er in Leipzig mit einer Arbeit über die römischen Konsularfasten. 1888 habilitierte er sich ebenfalls an der Universität Leipzig mit einer Arbeit über Rom und Mytilene und wurde Privatdozent, 1895 außerordentlicher Professor. 1900 erhielt Cichorius einen Ruf als ordentlicher Professor an die Schlesische Friedrich-Wilhelms-Universität, Breslau. 1916 wechselte er an die Universität Bonn, deren Rektor er im akademischen Jahr 1923/24 war. Cichorius war der erste deutsche Historiker, der die Reliefs der Trajanssäule publizierte. Zu seinen Schülern in Breslau gehörten Walter Otto, Helmut Berve und Vasile Pârvan.

## Schriften (Auswahl)
- Rom und Mytilene. Teubner, Leipzig 1888 (online).
- Die Reliefs der Trajanssäule. Berlin 1896 (online).
- Die Reliefs des Denkmals von Adamklissi. Leipzig 1897.
- Untersuchungen zu Lucilius. Berlin 1908 (online).
- Römische Studien. Historisches, Epigraphisches, Literaturgeschichtliches aus vier Jahrhunderten Roms. Leipzig/Berlin 1922 (online).